# Clément Guillon
Pour les articles homonymes, voir Guillon (homonymie).
Clément Guillon, né à Plessé dans la Loire-Inférieure le 27 avril 1932 et mort à Redon le 9 juillet 2010, est un évêque catholique français, eudiste et évêque de Quimper et Léon de 1988 à 2007.

## Biographie

### Formation
Après avoir obtenu une licence d'enseignement de mathématiques aux Facultés des sciences de Paris et de Besançon, Clément Guillon est entré dans la Congrégation de Jésus et Marie (Eudiste).
Il a été ordonné prêtre pour la congrégation de Jésus et Marie (Eudistes) à Redon en Ille-et-Vilaine le 5 mai 1957.

### Principaux ministères
Il a enseigné au Collège Sainte-Marie de Caen en 1960-1961 avant de devenir aumônier des étudiants de l'université de Besançon de 1961 à 1967.
Il a ensuite occupé des responsabilités importantes dans sa congrégation, tout d'abord comme supérieur provincial des Eudistes pour la France de 1967 à 1971 puis comme supérieur général de 1971 à 1983.
Il a exercé un ministère paroissial à Saint-Michel-sur-Orge (Diocèse d'Évry-Corbeil-Essonnes) de 1983 à 1988 et a été chargé de la formation permanente des prêtres dans ce diocèse de 1984 à 1988.
Nommé évêque coadjuteur de Quimper et Léon le 17 mars 1988, il a été consacré le 10 avril suivant, succédant à Francis Barbu le 4 mai 1989. Il est réélu membre du conseil permanent de la conférence des évêques de France en 1993. Le 7 décembre 2007, il démissionne, mais reste administrateur apostolique du diocèse de Quimper jusqu'à l'installation de Jean-Marie Le Vert, le 3 février 2008.
Il succombe à une crise cardiaque le 9 juillet 2010. Il est inhumé dans la cathédrale Saint-Corentin, de la ville de Quimper.

## Publications
- Clément Guillon, En tout la volonté de Dieu. Saint Jean Eudes a travers ses lettres, Paris, Le Cerf, coll. « Semeurs », 1er mai 1981 (ISBN 978-2204017190)